# شيلا (مغنية فرنسية)
شيلا (بالفرنسية: Sheila)‏ هي مغنية فرنسية، ولدت في 16 أغسطس 1945 في كريتاي في فرنسا.

## وصلات خارجية
- الموقع الرسمي
- شيلا على موقع IMDb (الإنجليزية)
- شيلا على موقع ألو سيني (الفرنسية)
- شيلا على موقع ميوزك برينز (الإنجليزية)
- شيلا على موقع أول ميوزيك (الإنجليزية)
- شيلا على موقع ديسكوغز (الإنجليزية)
- شيلا على موقع ديسكوغز (الإنجليزية)
- شيلا على موقع ديسكوغز (الإنجليزية)
- شيلا على موقع قاعدة بيانات الفيلم (الإنجليزية)